# Paulo Pettersen
Paulo César de Carvalho Pettersen (Carangola, 24 de fevereiro de 1951) é um comerciante, empresário e político brasileiro do estado de Minas Gerais.
Paulo Pettersen foi prefeito em Carangola no período de 1982 a 1985. Foi também deputado estadual de Minas Gerais por quatro legislaturas consecutivas, da 11ª à 14ª legislatura (1987-2003), pelo PMDB. Foi eleito Prefeito novamente da cidade de Carangola no período de 2017-2020 pelo PMDB. 

. Na eleição de 2020 não obteve a vitória na tentativa da reeleição, sendo derrotado pelo atual Prefeito de Carangola Silas Vieira do PSD.